# Richard Bauer (Ingenieur)
Richard Bauer (* 1898; † 1962) war ein deutscher Ingenieur, der beim Flugzeugbauer Messerschmitt in den 1930er und 1940er Jahren Leiter des Konstruktionsbüros war und nach dem Zweiten Weltkrieg eng mit Ludwig Bölkow zusammenarbeitete, unter anderem in der Entwicklung von Windkraftanlagen.

## Leben
Seine Laufbahn als Ingenieur im Flugzeugbau begann bei den Arado Flugzeugwerken. Von 1929 an war Richard Bauer bei Willy Messerschmitt als Konstrukteur angestellt, von 1933 an als Leiter des in Augsburg ansässigen Konstruktionsbüros für alle wichtigen Typen bis zum Beginn des Zweiten Weltkriegs, darunter des „Idealflugzeugs“ Messerschmitt Bf 108. Anschließend wurde Bauer Typenleiter des Jagdflugzeugs Messerschmitt Bf 109. Willy Messerschmitt behielt sich aber selbst bis in technische Details die Planungshoheit vor. Bauer unterrichtete nebenher an der Fliegertechnischen Schule München-Feldmoching ab 1938 Flugzeugbau.
Kurz nach dem Zweiten Weltkrieg gründete Bauer sein eigenes Büro in Augsburg und arbeitete fortan eng mit Ludwig Bölkow zusammen. Neben einer geschäftlichen Partnerschaft entwickelten sie gemeinsam technische Anwendungen, unter anderem einen Aufnehmer für ein mobiles Förderband. Bereits 1945 hatte Bauer damit begonnen, eine Windkraftanlage mit einem Einblattrotor (Durchmesser: 3 m) zu entwickeln, die im Mai 1950 auf den Markt kam. Das Interesse war so groß, dass Bauer eine Kleinserie fertigen ließ; Ende 1953 waren 60 dieser Windräder in Betrieb, auch im Ausland. Dabei ließ Bauer sich von Bölkow unterstützen, sodass beide sich zur Gemeinschaft für technische Entwicklungen zusammenschlossen. Ab Herbst 1954 ließen sie eine Anlage mit einem 12-m-Einblattrotor bei Böhler und Weber in Augsburg bauen, die in Büsum (Schleswig-Holstein) neben anderen Anlagen für regenerative Energieerzeugung zu Testzwecken aufgestellt wurde. Das Einblattrotor-Konstruktionsprinzip Bauers wurde für das Hubschrauberübungsgerät Bölkow Bo 102 und den Einmannhubschrauber Bölkow Bo 103 übernommen. Bauers Ideen für den Bau kleiner Windkraftanlagen mit Einblattrotor wurde in den 1980er Jahren Vorbild für die Fertigung bei MBB.
Richard Bauer meldete 1955 in den Vereinigten Staaten ein Patent über Drehflügler an. Er starb 1962.